# 플루토늄-239

플루토늄-239(239Pu)는 플루토늄의 동위 원소로, 원자력 발전소에서 사용하고 남은 원료에서 우라늄-235와 함께 다량 발견되는 동위체이다.
반감기는 2만 4110년으로 알파 붕괴를 통해 우라늄-235로 붕괴된다.
94개의 양성자와 145개의 중성자로 이루어져 있다.
열 중성자로에서의 핵분열성 비율이 64~76%이며, 고속 중성자로(자원 중성자)의 비율도 62~63%로 높기 때문에 핵분열성 동위체로 분류되며, 재처리해서 핵연료와 핵무기로 이용되고 있다.

## 핵무기로의 이용
핵분열을 잘 하기 때문에 핵무기로 이용되며 임계 질량은 10kg이며 중성자 반사체를 이용하면 4kg까지 줄일 수 있다.
다만 재처리시 플루토늄-238과 240이 섞여 있기 때문에 질량 분석법을 통해 재처리를 하며, 비용과 인건비등이 많이 들어가 플루토늄의 가격이 오르게 하는 원인이 된다.
또한 이들의 높은 자발핵분열 비율로 인해 튀어나오는 중성자는 플루토늄 핵무기의 임계 질량을 대폭 낮춰 불안정하게 만들게 된다. 이렇게 되면 임계질량은 낮아지지만 핵무기의 폭발 효율은 떨어지게 된다. 플루토늄-238과 5:5로 섞일 시 임계 질량은 950g이며, 플루토늄-240과 섞일 시 2.4kg까지 내려간다. 다만 질량이 내려가는 만큼 중성자 통제 비율도 낮아져 효율도 떨어지게 된다.
따라서 반드시 이들을 제거할 필요가 있는데 일정 임계질량과 효율을 달성하기 위해 플루토늄-240의 비율은 7%이하로 낮춰야 한다. 플루토늄-238은 0.1%이하로 최대한 제거하는 것이 좋다. 다만 플루토늄-238은 사용 후 핵연료에는 많은 양이 들어있지 않아서 핵무기를 제조시 플루토늄-240 제거에 초점을 맞춘다.
핵무기 폭발시 열을 받으면 잘 퍼지는 플루토늄의 화학적 현상으로 인해 효율이 낮아지는 단점을 보완하기 위해 폭발 연료를 중심으로 겉 케이스와 베릴륨 등의 중성자 반사제를 좀 더 두껍게 만들기 때문에 우라늄 핵무기에 비해 비싼 가격으로 제조된다.

## 핵연료로의 이용
우라늄-235처럼 핵분열을 하므로 핵연료로 이용하고 있다. 또한 우라늄-238이 중성자를 한개 먹으면 생성되는 특성을 이용한 차세대 고속 중성자로의 핵심 연료이기도 하다.
열중성자로 핵분열을 할시 2.95개의 중성자가 방출되며 자원중성자로도 2.94개의 중성자가 튀어나온다.
현재의 열 중성자로에서도 우라늄-238을 통해 생성된 플루토늄으로 34%의 전력을 충당하고 있다.

## 보관
플루토늄은 산화가 잘되어 습한 공기 중에서는 폭발할 수 있다. 따라서 산화 플루토늄 형태로 보관한다.
반감기가 24000년이나 되기 때문에 35만년간 보관해야 되는데 많은 양을 100% 통제하에 장기간 보관하는 것은 불가능하다. 따라서 미래에는 핵연료로써 우라늄과 같이 플루토늄도 같이 소모하게 될 것이다.
금속 플루토늄 형태로 보관하거나 산화 플루토늄 형태로 차폐하여 보관하여 필요시 꺼내 쓰는 방식으로 하고 있다.

## 같이 보기
- 플루토늄